# Jastrzębia Turnia (Tatry)

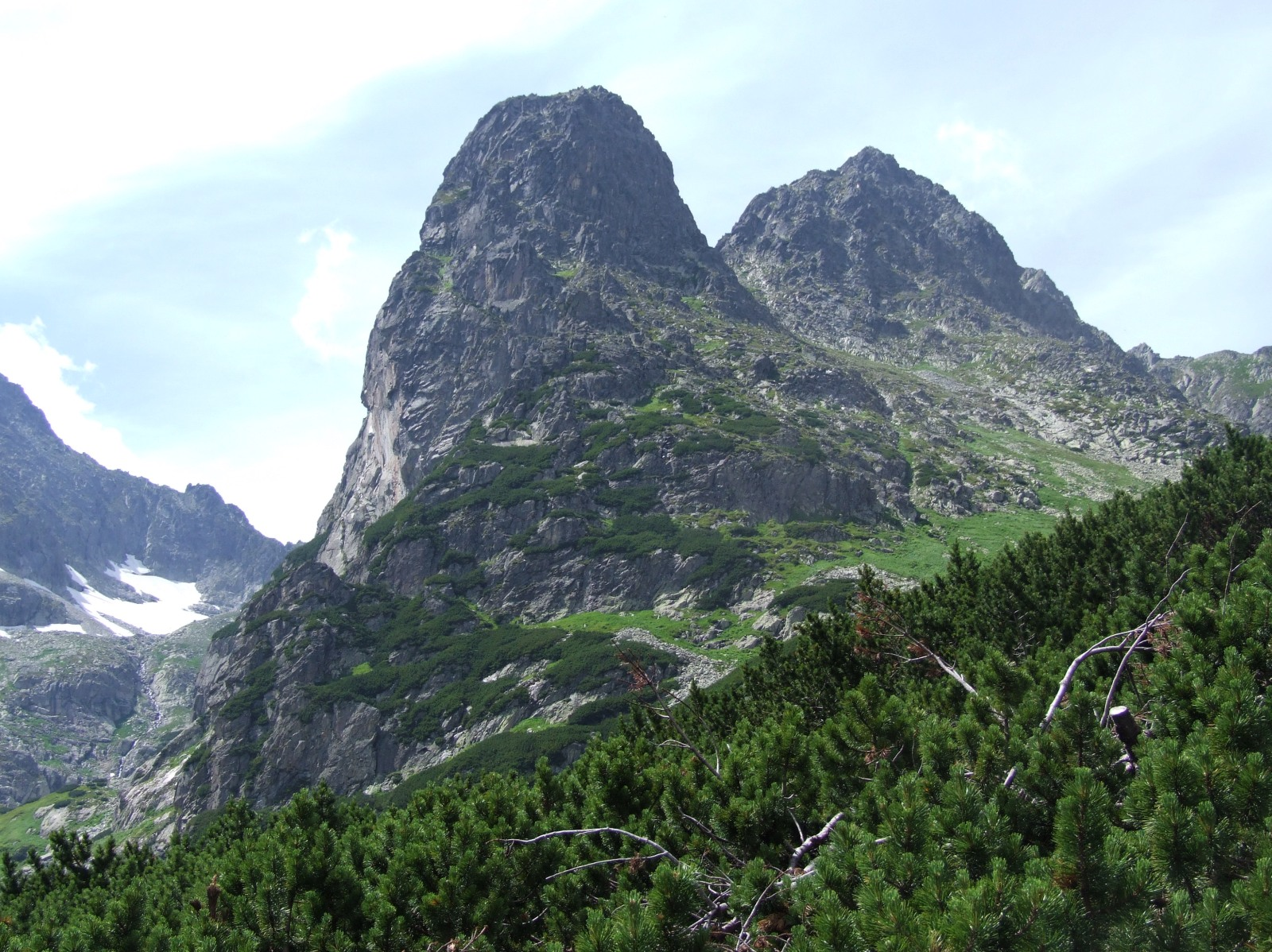
Od lewej: Jastrzębia Turnia i Skrajny Jastrzębi Kopiniak. Widok ze szlaku na Jagnięcy Szczyt

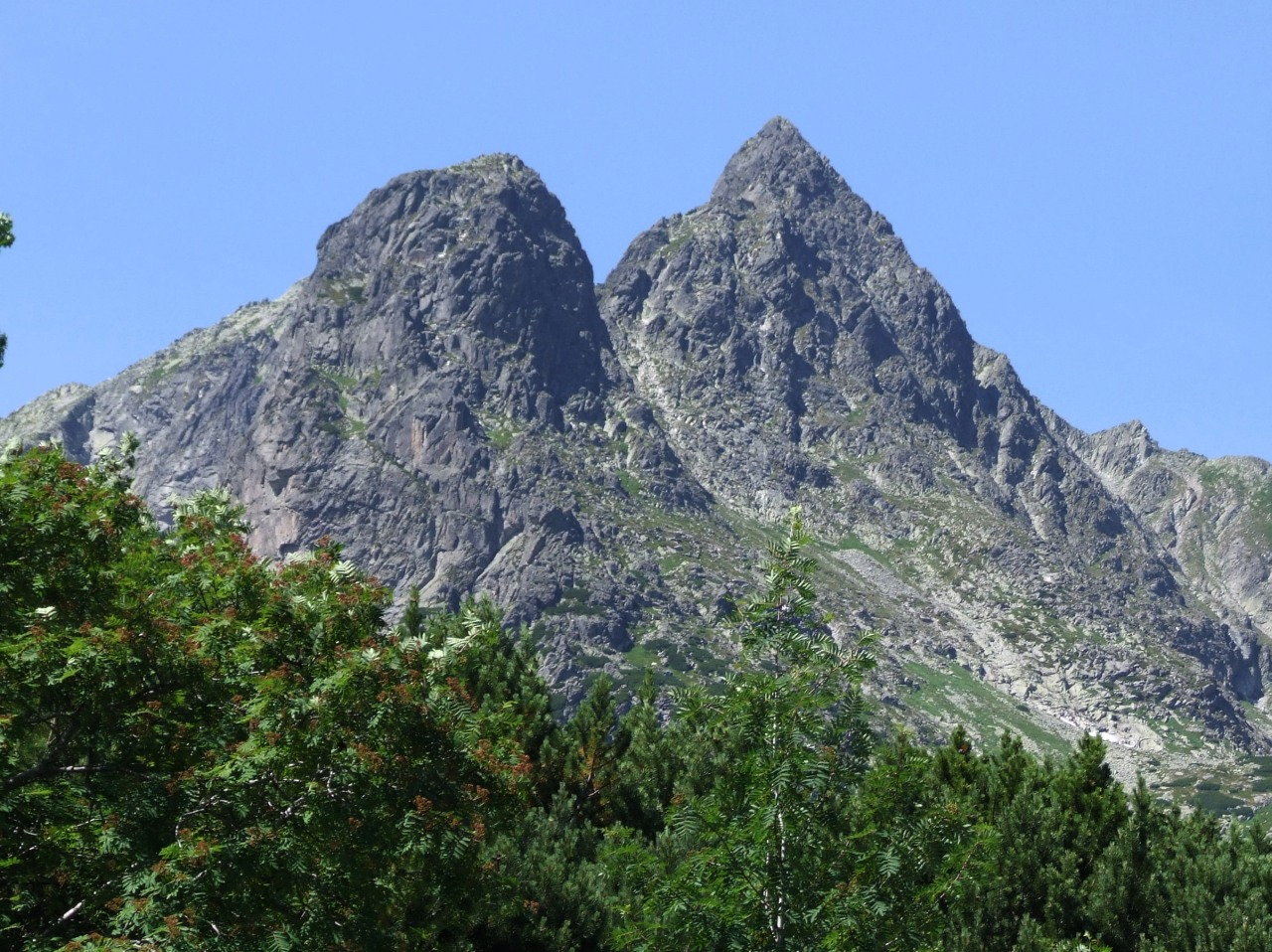
Jastrzębia Turnia i Skrajny Jastrzębi Kopiniak

Jastrzębia Turnia (słow. Jastrabia veža, niem. Karfunkelturm, węg. Karbunkulus-torony) – szczyt o wysokości 2139 lub 2137 m, znajdujący się w słowackiej części Tatr Wysokich. Kończy on Jastrzębią Grań, która odchodzi w kierunku wschodnim od Czerwonej Turni (Belasá veža), znajdującej się w głównej grani Tatr pomiędzy Kołowym Szczytem a Jagnięcym Szczytem.

## Topografia
Od najbliższego od zachodu w Jastrzębiej Grani Jastrzębiego Kopiniaczka szczyt jest odgraniczony głęboką Jastrzębią Przełęczą, z kolei we wschodniej grani Jastrzębiej Turni znajdują się następujące obiekty:
- Wyżnia Jastrzębia Kazalnica,
- Wyżnia Jastrzębia Szczerbina (Vyšná jastrabia štrbina),
- Wielki Jastrzębi Ząb (Veľký jastrabí zub),
- Pośrednia Jastrzębia Szczerbina (Prostredná jastrabia štrbina),
- Pośredni Jastrzębi Ząb (Prostredný jastrabí zub),
- Niżnia Jastrzębia Szczerbina (Nižná jastrabia štrbina),
- Mały Jastrzębi Ząb (Malý jastrabí zub)[3].

Jastrzębia Turnia to urwista, granitowa turnia w kształcie baszty. Szczyt wznosi się ponad Zielonym Stawem Kieżmarskim i wraz z całą Jastrzębią Granią oddziela od siebie Dolinę Jastrzębią i Dolinę Jagnięcą.
W stronę Doliny Jagnięcej Jastrzębia Turnia opada dwoma ścianami – północną i północno-wschodnią, przedzieloną krawędzią w okolicy linii spadku wierzchołka. Obie te ściany mają wysokość ponad 100 m i są przecięte Niżnią i Wyżnią Sieczkową Drabiną. Do Doliny Zielonej Kieżmarskiej spada ściana południowo-wschodnia, ograniczona z prawej strony Długim Jastrzębim Żlebem, a z lewej Pośrednim Jastrzębim Żlebem. Z prawej graniczy ona z trójkątną południowo-wschodnią ścianą Pośredniego Jastrzębiego Zęba, osiągającą wysokość ok. 300 m. Sama ściana południowo-wschodnia ma ok. 400 m wysokości i wznosi się ponad Zielonym Stawem Kieżmarskim. Jej kulminacją jest Wyżnia Jastrzębia Kazalnica, nieco niżej znajduje się Niżnia Jastrzębia Kazalnica. Ku Jastrzębiemu Ogrodowi w Dolinie Jastrzębiej opadają natomiast kolejne dwie ściany szczytu: południowa i południowo-zachodnia. Ta pierwsza wznosi się ponad Niżnią Jastrzębią Drabiną, druga ponad Jastrzębim Piargiem. Przez urwiska tych ścian przebiega w poprzek Wyżnia Jastrzębia Drabina, a granicą pomiędzy nimi jest 250-metrowy południowy filar Jastrzębiej Turni. W ścianie południowo-zachodniej wyróżnia się wielki, głęboki Komin Diešków.

## Turystyka i taternictwo
Turnia dostępna jest tylko dla taterników, ale jej podnóżami prowadzi szlak turystyczny na Jagnięcy Szczyt. Na jej południowych ścianach znajduje się około 20 trudnych dróg wspinaczkowych. Najdogodniejsza droga na szczyt wiedzie od Jastrzębiej Przełęczy i obchodzi zachodnią grań przez Wyżnią Jastrzębią Kazalnicę.
Widok ze szczytu jest dość ograniczony, ale ciekawy. Widoczne jest stąd otoczenie Doliny Kieżmarskiej, Kieżmarski Szczyt, Mały Kieżmarski Szczyt, Łomnica i Durny Szczyt.

## Historia
Ze szczytem związana jest legenda o ukrytym w niej pięknym karbunkule (rubinie), który miał kiedyś świecić na jej niedostępnym wierzchołku. Podanie to spisali m.in. Robert Townson (1793) i Maciej Bogusz Stęczyński (1845). Spiska wersja Karfunkelturm występowała w 1802 r. u Johanna Asbótha. To samo pochodzenie ma słowacka nazwa grani i szczytu (Karbunkulová veža, również w języku węgierskim szczyt nazywa się: Karbunkulus-torony lub Rubint-torony). Obecną nazwę wprowadził do literatury Jan Gwalbert Pawlikowski, który w 1878 r. miał zasłyszeć ją od Słowaków ze Stwoły.
Pierwsze odnotowane wejścia:
- letnie – Maciej Sieczka, ok. 1880 r., z inicjatywy Jana Gwalberta Pawlikowskiego,
- zimowe – Tihamér Szaffka, Imre Barcza i Oszkár Jordán, 10 kwietnia 1909 r.[3]

Poeta Kazimierz Andrzej Jaworski, który zdobył jej wierzchołek w 1926 r., opisał ją słowami: Jestem z wszystkich najmniejsza, lecz wiem żem najśliczniejsza. Fotografie z tego szczytu wykonał w 1906 r. Mieczysław Karłowicz. Do legendy o karbunkule nawiązywali liczni twórcy, w tym Franciszek Henryk Nowicki (1884) czy Tadeusz Dropiowski (Karbunkuł; Cztery sceny fantastyczne z Tatr Spiskich, 1921). Do dwóch pieśni o szczycie skomponował muzykę Johann Móry.